# يوجين جودمان (ضابط شرطة)
يوجين جودمان (مواليد 1980) هو ضابط شرطة في الكابيتول الأمريكي ، قام خلال هجوم الكابيتول بالولايات المتحدة عام 2021 بتحويل مثيري الشغب من غرفة مجلس الشيوخ بالولايات المتحدة . غودمان هو من قدامى المحاربين في الجيش الأمريكي ، وعمل لاحقًا نائب الرقيب بالنيابة في مجلس الشيوخ الأمريكي من 20 يناير 2021 إلى 2 مارس 2021. في 12 فبراير 2021 ، اعتمد مجلس الشيوخ قرارًا بمنح غودمان ميدالية الكونغرس الذهبية.

## وقت مبكر من الحياة

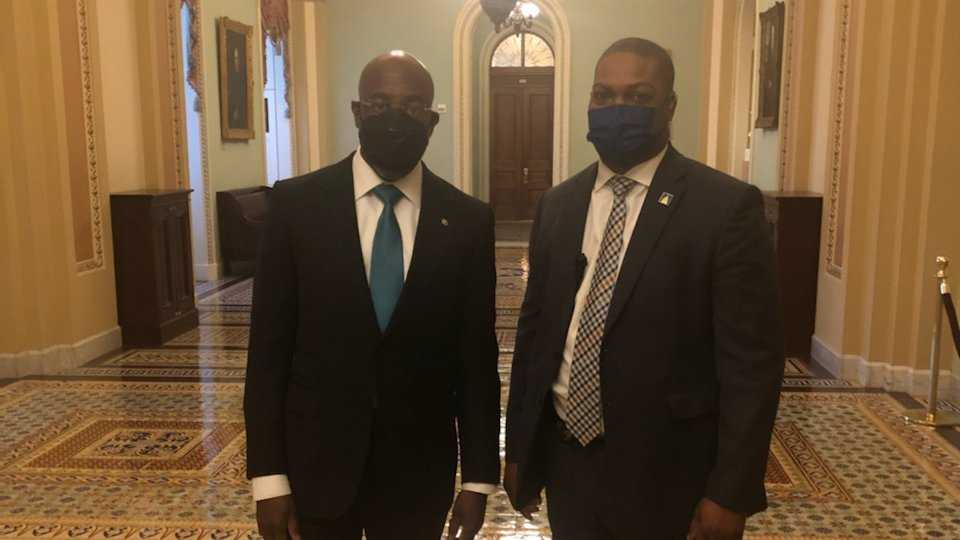
غودمان (يمين) مع السناتور رافائيل وارنوك

وُلد غودمان عام 1980 ونشأ في القسم الجنوبي الشرقي من واشنطن العاصمة.  خدم من 2002 إلى 2006 في جيش الولايات المتحدة ، بما في ذلك القتال مع الفرقة 101 المحمولة جواً في حرب العراق. ونتيجة ل رقيب نشرهم في العراق في عام 2005، قاد غودمان 10 لاعبا الفريق في منطقة المثلث السني التي أجرت دوريات وحددت العبوات الناسفة قبل انفجارها. وقد وصفه أعضاء شركته بأنه «هادئ ورائع ومتجمع». ترك غودمان الجيش في عام 2006 والتحق بشرطة الكابيتول في عام 2009.

## الاستجابة لهجوم الكابيتول 2021
في 6 كانون الثاني (يناير) 2021 ، اخترق أنصار دونالد ترامب مبنى الكابيتول بالولايات المتحدة عندما واجههم غودمان ، غير المصحوبين بضباط آخرين. وقد تم الاستشهاد به بسبب البطولة في الإغراء وتحويل الحشد بعيدًا عن قاعة مجلس الشيوخ في الدقائق التي تسبق إخلاء القاعة بأمان. عندما وصل الحشد إلى هبوط كان هناك طريق غير معاق إلى غرفة مجلس الشيوخ ، دفع جودمان الشخص الرئيسي ، دوج جنسن ، ثم تراجع بعيدًا عن الغرفة. وصف أحد التقارير أفعاله على النحو التالي:
باختصار ، خدعهم ، وأصبح عن طيب خاطر أرنبًا بالنسبة لمجموعة الذئاب الخاصة بهم ، وسحبهم بعيدًا عن الغرف التي كان ينتظرها الضباط المسلحون ، متجنبًا المأساة وإنقاذ الأرواح. تشمل الأرواح الخاصة بهم.
وأشاد الحاضرون وقت الحدث ، بما في ذلك السياسيون الديمقراطيون والجمهوريون وأعضاء الصحافة ، بجودمان لتفكيره السريع وأفعاله الشجاعة. وعزا السناتور الجمهوري بن ساس الفضل إلى غودمان «بمفرده لمنع إراقة دماء لا توصف». أصدرت وحدة غودمان السابقة ، الفيلق الثامن عشر المحمول جواً ، بياناً أثنى فيه على شجاعته وقال إنه «كان بطلاً قبل يوم الأربعاء الماضي بفترة طويلة».
تم التقاط أفعال غودمان في مقطع فيديو التقطها مراسل HuffPost إيغور بوبيتش. ذهبت بعض لقطات بوبيتش للغودمان الفيروسية ، وتلقى أكثر من 10 مليون من وجهات النظر. ونشرت ProPublica مقطع فيديو ثانيًا لمواجهة جودمان مع الجماهير في 15 يناير  يرجع الفضل في تصرفات جودمان إلى إنقاذ حياة أعضاء مجلس الشيوخ الذين ظلوا في ذلك الوقت داخل الغرفة.
أظهر مقطع فيديو نُشر في 10 فبراير 2021 ، أثناء المحاكمة الثانية لعزل دونالد ترامب ، غودمان وهو يقود السناتور ميت رومني بعيدًا عن المشاغبين خلال هجوم 6 يناير.

## مرتبة الشرف

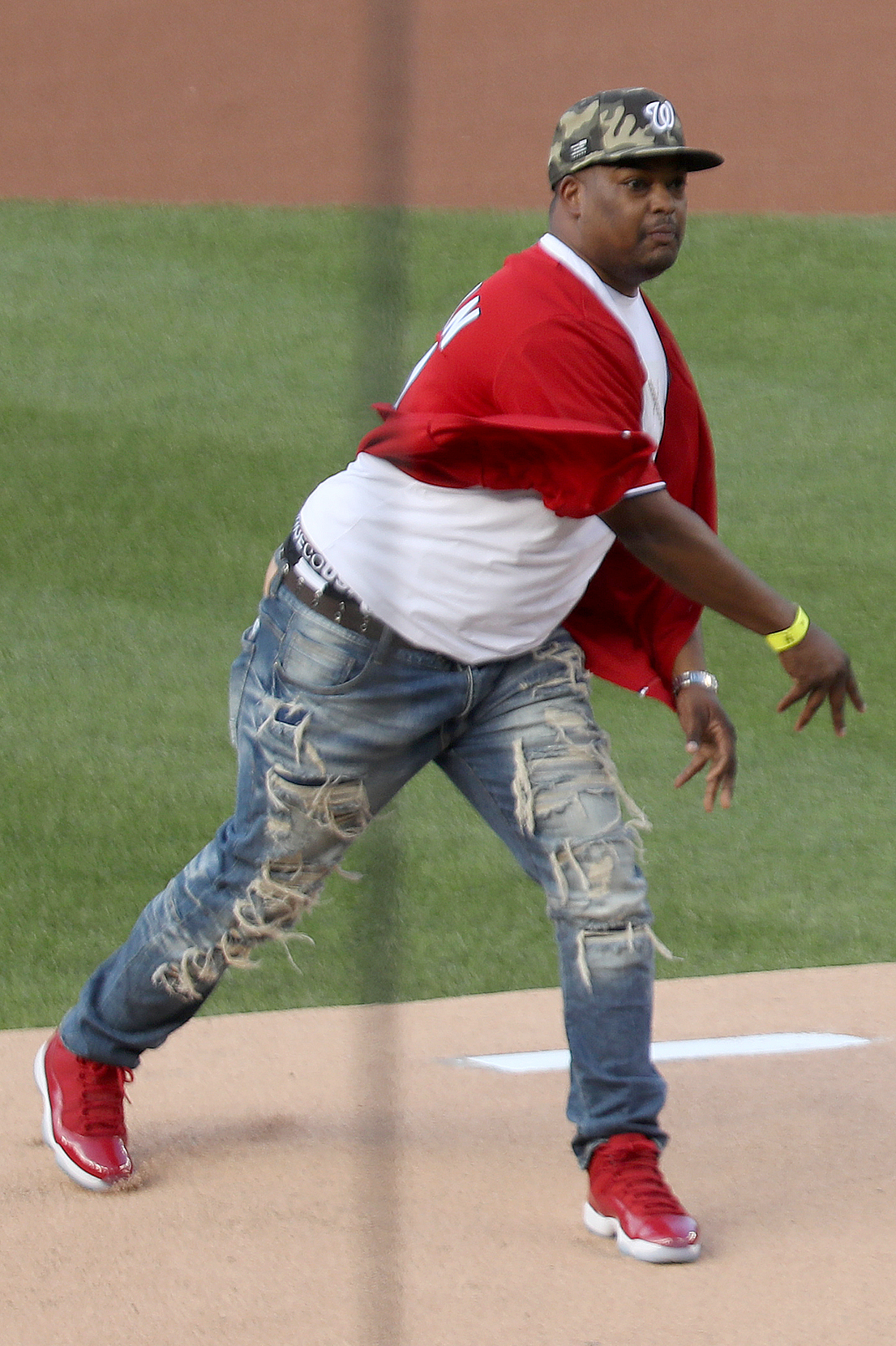
غودمان يطرد الملعب الأول في مباراة واشنطن ناشونالز

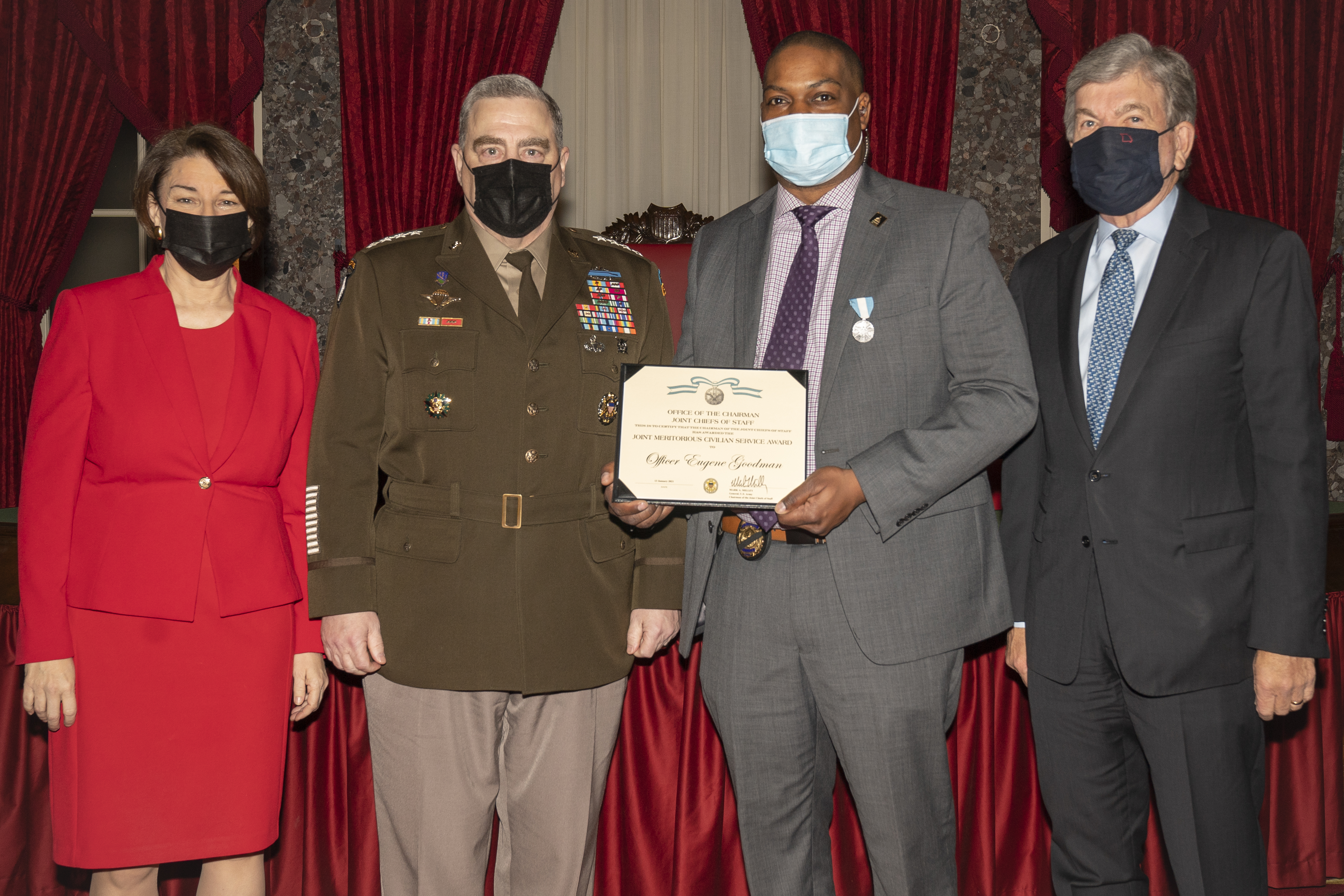
حصل غودمان على جائزة الاستحقاق المشتركة للخدمة المدنية. من اليسار: السناتور إيمي كلوبوشار ، ورئيس هيئة الأركان المشتركة مارك ميلي وجودمان والسناتور روي بلانت.

بعد الهجوم ، دعا خايمي هاريسون وآخرون لمنح غودمان ميدالية الكونغرس الذهبية . تم تقديم قرار من كل الحزبين (H.Res.305) في 13 يناير 2021 ، من قبل النواب تشارلي كريست (D-FL) ، إيمانويل كليفر (D-MO) ، ونانسي ميس (R-SC) لمنح الميدالية إلى Goodman. إعادة \ عد. كتب كليفر ، الراعي الأصلي لمشروع القانون ،  أنه «لولا الإجراءات السريعة والحاسمة والبطولية من الضابط غودمان ، لكان من الممكن أن تتضاعف مأساة تمرد الأسبوع الماضي إلى مستويات لم يسبق لها مثيل في تاريخ أمريكا. من خلال هذه الجائزة المرموقة ، يمكننا أن نعرب عن امتناننا للضابط غودمان لإنقاذ أرواح لا حصر لها والدفاع عن ديمقراطيتنا.» 
حصل غودمان أيضًا على جائزة الخدمة العامة المتميزة من قبل كل من سكرتير الجيش ورئيس أركانه.
بالإضافة إلى ذلك ، تلقت الالتماسات عبر الإنترنت في Change.org و Care2 لمنح وسام الحرية الرئاسي إلى Goodman أكثر من 83500 توقيع اعتبارًا من 21 يناير 2021. بعد الحدث ، قال غودمان إنه لا يبحث عن أي تكريم وأعرب عن قلقه من احتمال استهدافه من قبل المتطرفين ، لكنه اكد اصراره على أنه «سيفعل الشيء نفسه مرة أخرى».
في 20 يناير 2021 ، اصطحبت غودمان كامالا هاريس إلى حفل تنصيبها كنائبة لرئيس الولايات المتحدة. تم إعلانه كنائب الرقيب بالوكالة في مجلس الشيوخ الأمريكي ؛ عندما خرج إلى منصة الافتتاح قبل هاريس ، تلقى ترحيبا حارا وهتافات.
في 12 فبراير 2021 ، صوت مجلس الشيوخ الأمريكي بالإجماع لاعطاء يوجين جودمان الميدالية الذهبية للكونغرس. ولقد كان غودمان حاضرًا في غرفة مجلس الشيوخ واستقبل بحفاوة بالغة من الأعضاء.

## روابط خارجية
- يوجين جودمان في قاعدة بيانات الأفلام على الإنترنت
- Inside the U.S. Capitol at the height of the siege على يوتيوب by The Washington Post channel, January 16, 2021
- ProPublica video of Goodman's confrontation at the Capitol على يوتيوب